# 티미의 못말리는 수호천사: 새로운 소원
《티미의 못말리는 수호천사: 새로운 소원》(The Fairly OddParents: A New Wish) Nickelodeon Animation Studios와 FredFilms이 제작하고 2024-현재. 프랜차이즈의 세 번째 시리즈이다. 이 시리즈는 2024년 5월 17일에 미리 공개되었으며, 시리즈는 2024년 5월 20일에 공식적으로 초연되었다. 또한 다음 달에는 Netflix를 통해 전 세계에 초연될 예정이다.

## 개요
아버지의 새 직장을 위해 대도시 딤마델피아로 막 이사온 10살 소녀 헤이즐, 옆집 핑크색과 녹색 머리의 이웃이 평범한 이웃이 아닌 요정 대부모임을 드러내면서 모든 것이 달라진다. 은퇴 후 헤이즐의 요정 대부모가 된 코스모와 완다.

## 출연진
- 애쉴리 크리스탈 헤어스톤 - 헤이즐 웰스
- 다란 노리스 - 코스모, 요르겐 폰 스트랭글
- 수잔 블레이크슬리 - 완다
- 젠텔 호킨스 - 안젤라
- 아산테 존스 - 마커스
- 아이리스 메나스 - 윈
- 메르크 응우옌 - 재스민
- 마커스 몽고메리 - 프레드
- 카일 맥칼리 - 데브 디마돔
- 카를로스 알라즈라퀴 - 구즈만 씨
- 그레이 딜라일 - 크렌츠, 베브, 벨라스케스 부인
- 로비 데이먼드 - 데일 디마돔
- 제넬 린 랜달 - 쿠키
- 에릭 바우자
- J.P. 칼리악
- 카리 월그렌
- 제니퍼 헤일
- 칸디 마일로
- 프레드 타타시오레
- 레이첼 맥팔레인
- 질 탈리
- 마리아 뱀포드
- 케이트 히긴스
- 패짓 브루스터
- 마리에브 헤링턴
- 나탈리 팔라미데스
- 크리 섬머
- 크리스티나 비
- 벤 디스킨
- 신디 로빈슨
- 비지 필립스
- 레슬리 니콜
- 베시 소다로
- 로라 베일리
- 트레버 데발
- 모리스 라마르쉐